# Есма Реджепова
Есма Реджепова (на македонска литературна норма: Есма Реџепова) е авторка и изпълнителка на фолклорна музика от Република Македония.

## Биография
Родена е на 8 август 1943 г. в скопското село Шуто Оризари, тогава в границите на Царство България, днес квартал на Скопие.
Позната е като македонска певица и хуманитарка. Наречена е Кралица на Ромската музика в световен мащаб. През 2013 г. получава престижната титла Народен артист на Република Македониия.
Есма Реджепова е родена на 8 август 1943 година в скопското село Шуто Оризари, тогава в границите на Царство България, днес квартал на Скопие, Северна Македония.
Два пъти е номинирана за Нобелова награда за мир  заради хуманитарната си дейност.
Смятана е за една от най-успешните музикантки на всички времена в своя жанр. Става известна по време на комунистическия режим в тогавашна Югославия. През 1977 г. пее в резиденцията на Тито на остров Бриони, когато той приема Муамар Кадафи. Тито я награждава със златен и сребърен медальон.
Смятана е за една от най-успешните музикантки на всички времена в своя жанр. Изнесла е повече от 8000 концерта в повече от 30 страни.
„За мен музиката е всичко – въздух, хляб, вода“, споделя Есма.
През 2006 г. чества 50-годишнина на кариерата си. През 2013 г. е удостоена с почетно държавно отличие на Северна Македония.
Умира на 10 декември 2016 г. в Скопие след кратко боледуване.

## Дискография
До 2006 г. Есма Реджепова има почти 600 записа, два от които платинени, осем златни и осем сребърни.
Автор е на близо 600 творби, в това число 108 сингъла, 20 албума и 6 филма.

## Хуманитарна дейност
Есма няма собствени деца, но е осиновила и отгледала 47 чужди. Всички те са отраснали и се обучавали в ансамбъл „Теодосиевски“. Майката на най-много деца в Македония, днес има повече от 100 внуци и правнуци. И покрай грижите за голямото семейство, тя успява да даде своя принос и в политиката. Била е активна членка на Демократичната алтернатива на Васил Тупурковски.
Два пъти е номинирана за Нобелова награда за мир  заради хуманитарната си дейност. Първия път през 1987 година, като кандидат на Червения кръст на Югославия. а вторият, като представител на Световната организация на Ромите, с подкрепата на 76 неправителствени организации и лайънс-клубове по земята.

## Концерти в България
На 4 ноември 2006 г. Кралицата на циганите, както я наричат в Северна Македония, гостува в София за премиерата на филма „Когато пътят засвири: приказки за цигански керван“.
На 10 ноември 2009 г. Есма Реджепова изнася концерт-спектакъл в зала 1 на НДК.